# NHN위투
NHN wetoo는 모든 고객들이 감각적인 개성과 각기 다른 취향을 마음껏 연출하고 표현할 수 있도록 맞춤형 라이프스타일을 공유하고 제안하는 E-Commerce 전문기업이다. 국내 최초 디자인 상품 전문 쇼핑몰인 '1300k'와 국내 최대 가방 전문 쇼핑몰인 '가방팝'을 운영하고 있으며, 일상에 가치를 더하는 라이프스타일 브랜드 '라이프썸'과 감각적인 홈 인테리어 스타일에 창의력을 더한 '아이카사' 등의 PB 및 총판 사업을 영위 중이다. 더불어 쇼핑몰 운영에 필요한 판매, 유통관리, 분석 시스템 등을 자체 기술로 개발하여 운영 중에 있다.

## 역사
- 2001.04 국내 최초 디자인 상품 전문 쇼핑몰 1300k 오픈
- 2007.12 업계 최초로 유통 벤처기업 인증
- 2011.03 사회적기업 '공감만세' 착한 투자 진행
- 2015.10 NHN 계열사 편입
- 2018.11 라이프썸 외 다수 PB 론칭
- 2020.05 인케이스, 네이티브유니온, 인시피오, 그리핀 브랜드 한국 공식 유통 계약
- 2021.05 중소기업유통센터 업무 협약(소상공인 지원사업)

## 사업영역
- 1300k는 국내 최초 디자인 상품 전문 쇼핑몰로 디자인소품, 가전, 가구, 패브릭, 식품, 패션, 유아 등 총 16개의 전문 카테고리를 운영하고 있으며 약 2만개의 브랜드와 160만개의 진열상품을 선보이고 있다. 브랜드 아이덴티티를 활용한 숫자 마케팅과 감성을 자극하고 취향을 저격하는 트렌디한 라이프스타일을 연출하고 있으며, 온리투데이와 정기세일 같은 다양한 쇼핑 프로모션과 컬처 이벤트, 셀렉트TV 등 다양한 콘텐츠를 함께 제공한다.
- 가방팝은 국내 최대 가방 전문 쇼핑몰로 백팩, 크로스백, 캐리어 등 총 10개의 세부 카테고리를 운영하고 있으며 약 2천개의 브랜드와 10만개의 진열상품을 선보이고 있다. 독보적인 상품 경쟁력으로 인케이스, 잔스포츠, 칼하트 등의 국내외 인기 브랜드가 모두 모여있고 신상부터 스타일링, 패션 꿀팁, 트렌드 등 다양한 매거진과 볼거리를 제공하고 있다.
- PB 및 국내 총판은 진정성 있는 브랜드 철학과 스토리를 기반으로 고객들의 삶에 공감하고 한발 더 다가갈 수 있는 고객 중심 브랜드를 운영하는 사업이다. 라이프스타일에 가치를 더하는 '라이프썸' PB와 더불어 공간활용 및 수납을 넘어 감각적인 인테리어를 연출할 수 있는 '아이카사', 미국 프리미엄 테크 브랜드 '인케이스', 프랑스 파리의 현대적 감성으로 특색있는 악세서리를 선보이는 '네이티브유니온' 등의 브랜드를 국내 총판으로 선보이고 있다.

## 웹사이트
- 공식 홈페이지